# Maria Papadopulu
Maria Papadopulu, gr. Μαρία Παπαδοπούλου (ur. 8 września 1980 w Limassolu) – cypryjska pływaczka specjalizująca się w stylu motylkowym, dwukrotna olimpijka.

## Wyniki olimpijskie
| Igrzyska    | Konkurencja             | Miejsce | Czas                 |
| ----------- | ----------------------- | ------- | -------------------- |
| Sydney 2000 | 100 m stylem motylkowym | 32.     | 1:01,64 (eliminacje) |
| Ateny 2004  | 100 m stylem motylkowym | 29.     | 1:02,01 (eliminacje) |